# Musée des Traditions et des Barques du Léman
Pour les articles homonymes, voir Léman (homonymie).
Le musée des Traditions et des Barques du Léman est un musée maritime situé dans la commune suisse de Saint-Gingolph, frontalière de la France. Il est géré depuis sa création par l’association franco-suisse Les Amis du Musée des Traditions et des Barques du Léman.

## Présentation
Le musée est installé au sous-sol et au troisième et dernier étage du château de Saint-Gingolph, daté du XVIe siècle, situé au cœur du village historique.
Il présente principalement des objets et des documents sur les cochères, petites embarcations de transport à fond plat, et les barques du Léman, anciennes barques de charge aux grandes voiles latines, symboles du patrimoine lémanique. C’est à Saint-Gingolph que se trouvait le principal chantier de construction de ces barques.
Au troisième étage du château, sous une charpente en mélèze datée du XVIe siècle, trente-trois maquettes artisanales de barques, naus, cochères et brigantins sont présentées, retraçant l’histoire de la navigation marchande sur le Léman du XVe au XXe siècle.
Un diaporama, créé en 2002, termine la visite et évoque cinq siècles de navigation sur le lac Léman.